# Michael Kraus
Michael Simon "Mimi" Kraus, född 28 september 1983 i Göppingen, är en tysk tidigare handbollsspelare (mittnia). Han spelade 128 landskamper och gjorde 401 mål för Tysklands landslag.

## Kontroverser
Den 23 juli 2014 bestämde antidopningskommissionen i det tyska handbollsförbundet (DHB) att Kraus provisoriskt skulle stängas av. Han anklagades för att ha begått tre fel att rapportera och kontrollera inom 18 månader. Den 28 augusti 2014 frikändes han från åtalet eftersom det "inte gick att bevisa något fel i underlåtenheten att bli kontrollerad den 20 november 2013." Den tyska anti-dopingbyrån, NADA, överklagade beslutet och tog fallet till DHB:s ad hoc-skiljedomstol. Där kom parterna överens om en skiljedom, enligt vilken Kraus stängdes av i tre månader retroaktivt från den 27 maj 2014.

## Klubbar
- Frisch Auf Göppingen (2002–2007)
- TBV Lemgo (2007–2010)
- HSV Hamburg (2010–2013)
- Frisch Auf Göppingen (2013–2016)
- TVB Stuttgart (2016–2019)
- SG BBM Bietigheim (2019–2020)